# آن هولم
آن هولم (بالدنماركية: Anne Holm)‏ هي كاتِبة وكاتبة للأطفال وصحفية دنماركية، ولدت في 10 سبتمبر 1922 في Oksbøl ‏ في الدنمارك، وتوفيت في 27 ديسمبر 1998.

## وصلات خارجية
- آن هولم على موقع الموسوعة البريطانية (الإنجليزية)